# اوچی ماکیکومی
اوچی ماکیکومی (به ژاپنی: 内巻込)-(به انگلیسی: Uchi makikomi) یکی از فنون و تکنیک‌های دستهٔ ناگه-وازا رشتهٔ ورزشی جودو است که در زیردستهٔ سوتمی-وازا دسته‌بندی می‌شود. 